# Volet médicinal de Thymus vulgaris
 (novembre 2012).
 (octobre 2016).
Améliorez-le ou discutez des points à vérifier. 
Le Thym cultivé (ou thym commun, Thymus vulgaris) est une plante médicinale majeure de la pharmacopée méditerranéenne, qu'elle soit ancienne ou moderne. Ce sont essentiellement ses feuilles qui sont utilisées en phytothérapie. Cette plante peut être consommée sous forme d'infusion, de teinture ou d'alcoolature, elle est également reprise par bon nombre de médications conventionnels pour soulager le système respiratoire. L'utilisation de l'huile essentielle extraite des feuilles est aussi fort reconnue, elle est d'ailleurs l'exemple parfait pour introduire la notion de chémotype, qui part sa grande diversité, démontrera la variabilité de ses composantes et propriétés. De manière générale, c'est un anti-infectieux à large spectre, un stimulant immunitaire (en association) et circulatoire, un expectorant et un digestif.

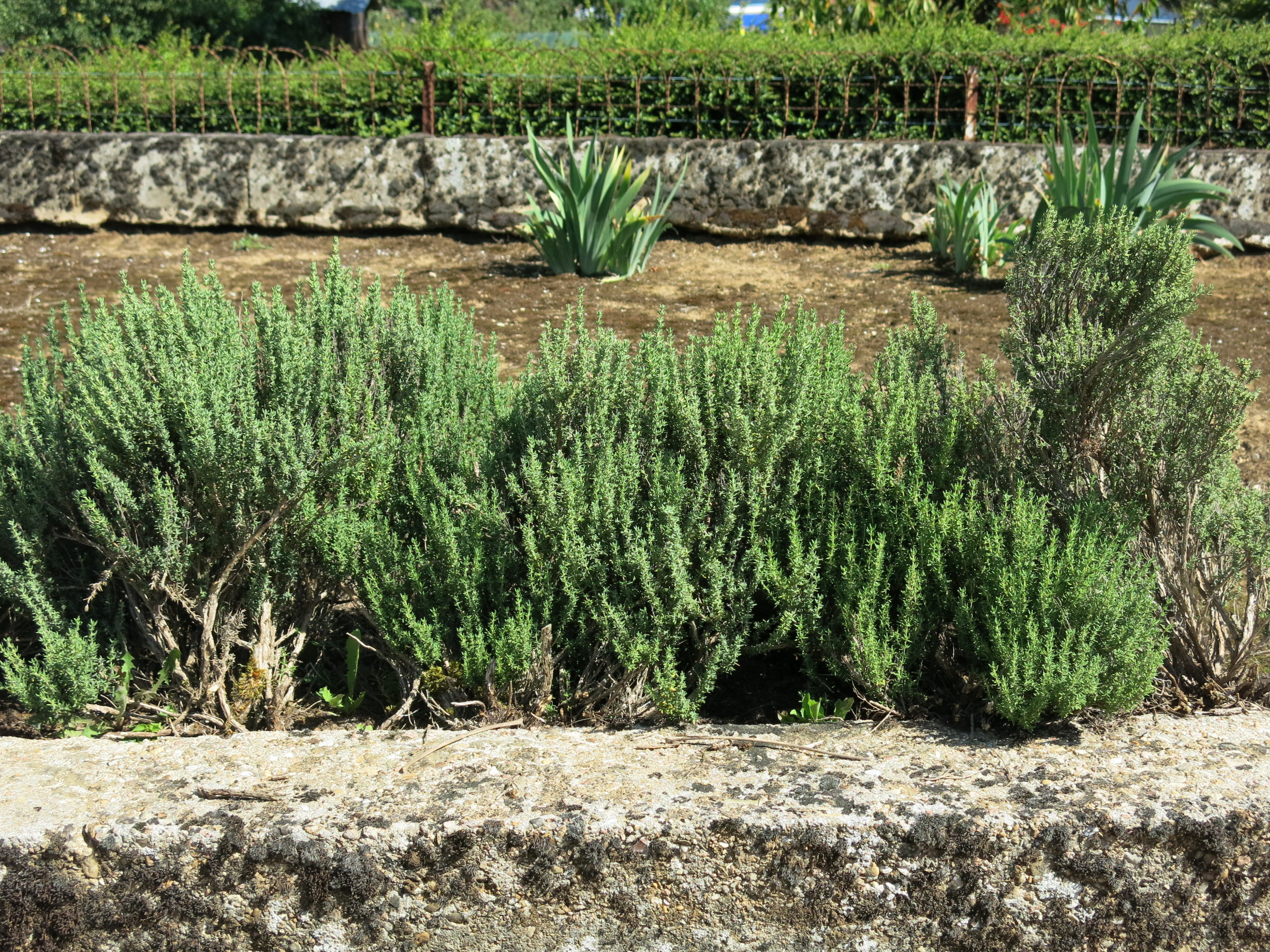
feuilles fraîches

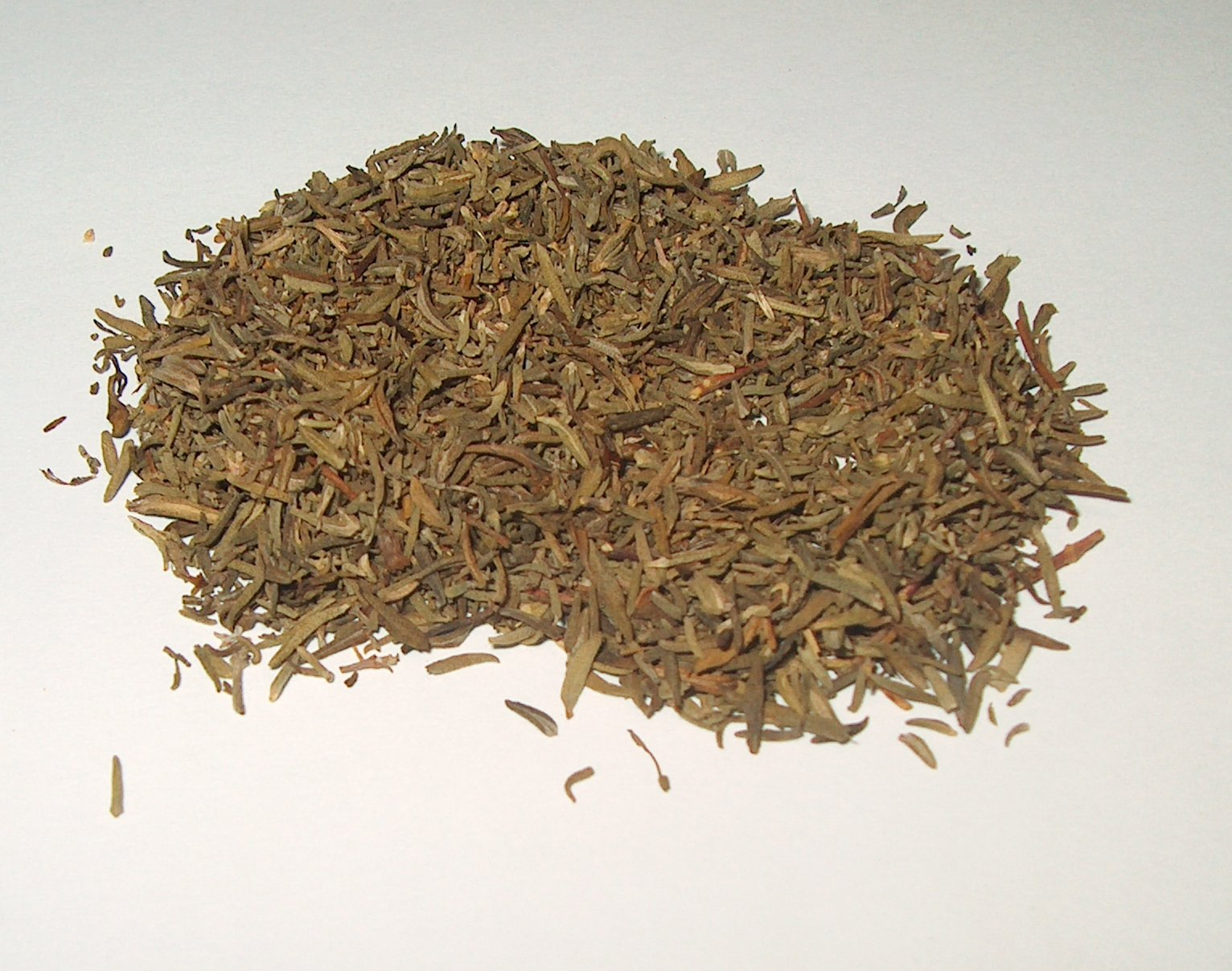
feuilles sèches

## Dénominations médicales
Le thym commun est une espèce dont les composantes chimiques du métabolite secondaire varient selon le climat et l’environnement. Cette variabilité a donc conduit les pharmaciens à donner un nom scientifique à chaque chémotype, annoté de façon à connaître les principaux constituants, qui eux auront des propriétés définies :
| Nom scientifique                   | Nom courant            |
| ---------------------------------- | ---------------------- |
| Thymus vulgaris L. thymoliferum    | thym à thymol          |
| Thymus vulgaris L carvacroliferum  | thym à carvacrol       |
| Thymus vulgaris L. geranioliferum  | thym à géraniol        |
| Thymus vulgaris L. linaloliferum   | thym à linalol         |
| Thymus vulgaris L. paracymeniferum | thym à paracymène      |
| Thymus vulgaris L. thajanoliferum  | thym à thujanol        |
| Thymus vulgaris L. terpineoliferum | thym à alpha terpinéol |

Dans les herboristeries, d'autres espèces du genre Thymus se retrouvent à proximité de Thymus vulgaris.
- Le Thymus citriodorus qui est également un thym à géraniol.
- le Thymus satureioides  COSSON borneol-carvacroliferum, originaire du Maroc, est un thym à saturéioïdes contenant beaucoup de bornéol[5].
- Le Thymus zygis est composé de carvacrol et de thymol, et est souvent employé au même titre que le Thymus vulgaris à phénols.
- Le Thymus mastichina L. cineolifera serait une espèce de thym d’Espagne contenant beaucoup d'eucalyptol(55 à 75 %) ainsi que du limonène.
- Le Thymus serpyllum L. em FRIES serait, quant à lui, composé de thymol, de carvacrol (20-30 % avec un taux de 26 % maximum pour ces deux phénols), de linalol, bornéol, géraniol, alpha-terpinéol, et terpinène-1-ol-4.

## Les chémotypes des huiles essentielles et leurs biotopes[6]
Deux études ont été conduites en France dans les années 1980 concernant le type d’habitat pour les chémotypes du thymus vulgaris, et le type de facteur sur une surface restreinte.

### Étude sur l'ensemble du territoire français

#### Le typethymol
Répandu dans toute l’aire du thym. C’est le thym qui bénéficie d’une plus large diffusion géographique mais ne constitue qu’exceptionnellement des populations homogènes (Rivesaltes dans la plaine du Roussillon). Il représente le thym classique des basses garrigues sèches et ensoleillées. 
On le retrouve donc dans tous les types de sols où le thym peut évoluer, des sols extrêmement chauds et secs aux sols plus humides. Si cette spécificité thymol est plus répandue, elle est souvent associée à d'autres thyms, le type thuyanol-4 – terpinéol-4, mais également le type linalol.

#### Le typecarvacrol
Répandu dans toute l’aire du thym. C’est avec ce type de thym que l’on peut affirmer que c’est le facteur lumière et chaleur qui influencent le chémotype. En effet il semble absent des zones les plus fraîche de la méditerranée, et est souvent associée à Pistacia lentiscus L. Pourtant, des populations de type carvacrol prospèrent jusqu’à 1 400 mètres d’altitude sur le flanc sud du Mont Ventoux, mais ces stations sont abrités du mistral et soumis à une insolation particulièrement forte. Il apparait que c’est ce chémotype qui s’adapte le plus facilement dans des conditions d’extrême sécheresse, sur des grandes étendues des populations très denses et exclusives des autres types. Ces zones extrêmement sèches sont géographiquement limitées : versant sud du Pic Saint-Loup dans les environs de Montpellier, versant sud du Mont Ventoux, départements du Vaucluse et du Var.

#### Le typelinalol
Répandu dans toute l’aire du thym. Ce type peut constituer des populations homogènes dans des stations d’étendue restreinte : la montagne de la Fage dans le sud des Cévennes, Val-Saint-Donnat dans les Basses-Alpes, Mont Agel dans les Alpes méridionales et sur les hauteurs dominant Toulon.  Il est représenté majoritairement dans ces territoires, où il est alors associé avec le type alpha-terpinéol. Dans tous ces cas, l’habitat est situé en moyenne altitude, entre 500 et 1 000 mètres et caractérisé par un ensoleillement moins intense et une température plus faible, et un degré hygrométrique (humidité de l’air) plus élevé que dans la plaine. Toutefois, ce type peut végéter dans des conditions écologiques bien différentes, en altitudes plus basses en association avec les types thuyanol-4 (– terpinéol-4) ou phénoliques, mais se retrouve en minorité dans ce type d’habitat.

#### Le typethuyanol-4(- terpinéol-4)
Moins abondant et plus localisé, il est essentiellement présent dans le massif des Corbières, dans le plateau du Larzac et dans la Provence rhodanienne, son aire s’étend également dans les plaines du Roussillon et de Provence, les garrigues hautes de l’Hérault et du Gard et la moyenne corniche d’Azur. Le comportement chimique de ce type se situe à la frontière entre les types linalol, alpha-terpinéol et géraniol,  et les types phénoliques ; assurant également la transition écologique entre ces extrêmes.  Il est donc de ce fait associé à tous les types de thyms soit en basse ou hautes  altitudes. Par exemple, on les retrouve sur des sols plus ou moins humides et associé au Linalol.

#### Le typealpha-terpinéol
On le retrouve dans peu de stations : partout dans la partie ouest des Corbières, sur le plateau du Larzac et les contreforts sud des Cévennes. Il semblerait donc qu’il soit lié aux mêmes facteurs climatiques que ceux qui favorisent la diffusion du type linalol où ce dernier sera bien plus répandu en tant que nombre que de répartitions géographiques.
Son association avec le type thuyanol-4 – terpinéol-4 est très restreinte et elle est pratiquement nulle avec les types phénoliques qui se plaisent dans des conditions extrêmement sèche.

#### Le typegéraniol
Répandu que dans une seule station (sur 150 stations) située sur le versant Nord de la montagne d’Albion (Basses-Alpes), située à près de 1 000 mètres d’altitude et soumise à un climat rude.  C’est la seule à compter un certain nombre d’individus de ce type. La comparaison de représentation de types dans cette station est de : 10 pour le linalol, 2 pour le géraniol et de 1 pour le alpha-terpinéol.

#### Le typecinéol
Inconnu en France, il est présent en Espagne.

#### Les typesγ-terpinèneetp-cymène
Ce sont deux précurseurs de la biosynthèse végétale du carvacrol et du thymol.

### Étude sur un territoire restreint
L’étude a été conduite sur un rectangle de 10 km sur 8 km sur la région de Saint-Martin-de-Londres dans le but de préciser les contraintes du milieu exercées sur la constitution chémotype des populations et d’essayer d’en comprendre la nature.
La zone d’étude, située à 25 km au Nord de Montpellier et présentant en son centre la cuvette de Saint Martin-de-Londres a été choisie en raison de sa forte densité écologique, en raison de la forte concentration de thym, en raison du fait que la plupart des chémotypes étaient présents sur cette petite zone et que leur distribution en paraissait pas tout à fait aléatoire.  
Il apparaît aussi que la caractérisation des milieux a une signification écologique plus précise si elle est fondée sur l’association des deux chémotypes les plus abondants, que sur la présence d’un seul chémotype présent ou plus abondant.
Dans les conditions de cette étude, l’humidité semble être le facteur écologique qui contrôle la distribution des chémotypes ; alors que le type de sol et l’altitude n’interviendraient qu’indirectement sur cette distribution en faisant varier l’humidité.
Par contre la répartition des peuplements à thymol et carvacrol semblent eux, être liée au facteur thermique. On a remarqué que les peuplements à carvacrol étaient plus sensibles au froid, ce peuplement fut en effet absent dans les zones plus fraîches tout comme Pistacia lentiscus L, espèce sensible au froid et étudiée par les phyto-écologues.
Les groupements Thymol et carvacrol :
Ils sont installés sur des sols rouges, argileux, plus ou moins caillouteux et peu profonds ; et sont physiologiquement les plus secs de la région.
Les groupements  Alfa-terpinéol et linalol :
Eux par contre occupent des sols profonds, et sont les sols les plus humides que le thym puisse occuper.
Les groupements Thymol et Linalol :
On les rencontre fréquemment sur des sols calcaires peu profonds mais moins argileux que les sols du Thymol et Carvacrol.  Ils libèrent plus facilement de l’eau qu’ils recèlent et sont en moyenne aussi plus humides.
Les groupements thuyanol et linalol :
Ils occupent fréquemment aussi des sols légèrement humides (moins que Alfa-terpinéol / linalol et plus que Linalol/Thymol).

### Remarques sur ces études
- Si la variabilité de l’huile essentielle est établie de façon indiscutable, on n'en connait pas encore l’utilité précise et les probables avantages de ces adaptations génétiques à ces conditions climatiques et milieu biologique.
- On remarque aussi que les chémotypes peuvent se subdiviser des sols du même type, on observe dans un des secteurs, sur régosols et sols bruns calcaire rendziniformes peu caillouteux, un passage progressif des peuplements Linalol/Thymol à des peuplements Thymol/Linalol.
- Pour certains, il est aussi probable que le thym thymol tendrait à disparaître, laissant les autres chémotypes évoluer et s’adapter à ces conditions différentes.
- On aurait aussi constaté que le thym pourrait être récessif, ce qui expliquerait éventuellement le fait que le thym à thymol soit généralement en association avec les autres types. Le thym géraniol pourrait alors donner naissance à tous les autres thyms.  L'ordre de transformation et d'évolution serait apparemment lié à la colonisation du thym du climat sec et chaud vers un climat tempéré et un peu humide.

## Partie utilisée en phytothérapie: les feuilles
On utilise les feuilles le plus souvent séchées, dont on extrait aussi l'huile essentielle.

### Analyse macroscopique de la partie employée[1]
Les feuilles sont lancéolées à ovoïdes, entières dont la base est à bord involutés, d’une longueur de 4 à 12 mm sur 3 mm de large au maximum. Sessiles ou brièvement pétiolées, leur face supérieure est verte ; la face inférieure est recouverte d’un duvet gris et porte de nombreux poils sécréteurs dans des dépressions.
Le limbe est coriace, entier, la nervure médiane, déprimée à la face adaxiale, est proéminente à la face abaxiale.
Les calices verts, possèdent une faible pubescence avec à leur base des poils hérissés blancs Les petits poils ciliés à la base du pétiole court sont absents. Après floraison, leur tube s’obture par une couronne de poils longs et raides.
La corolle, souvent brunâtre à l’état desséché, est faiblement bilabiée.

### Analyse microscopique de la partie employée[1]
Les épidermes des feuilles montrent des cellules à parois ponctuées anticlinales sinueuses, garni sur ses deux faces de stomates, de poils et de glandes.
Les poils tecteurs, verruqueux, de plusieurs types (unicellulaires, dressé ou légèrement incurvés, bi- ou tricellulaires, articulés, le plus souvent coudés) sur la face inférieure (absent chez T. zygis) sont, pour les petits poils, assez nombreux et leur confluence contribue à donner aux feuilles de Thym leur couleur grise.
Les nervures sont chargées des mêmes poils que ceux du limbe. Quant aux cellules de l’épiderme, elles sont allongées dans le sens longitudinal et offrent des parois faiblement épaissies mais ponctuée. Dans l’intérieur de la nervure existe un cordon libéro-ligneux composé à sa partie inférieure d’un arc de liber dont tous les éléments présentent une membrane constituée chimiquement par de la cellulose. Au-dessus du liber siège un arc ligneux formé de plusieurs bandes parallèles de vaisseaux ponctués, spiraux, et de trachées. Ce cordon est enveloppé par du parenchyme dont les éléments sont plus nombreux et plus gros à la face inférieure qu’à la face supérieure de la nervure. Ils sont incolores, laissent entre eux de petits méats et ont la forme de cylindres  ou de prismes courts à base polygonale. Ce tissu touche à sa périphérie quelques couches de collenchyme qui est en contact avec l’épiderme.
Les glandes sont tantôt unicellulaires ; arrondies et supportées par un pédicelle court, tantôt octocellulaires, sessile et logées dans les dépressions épidermiques.

### Analyse de la poudre[1]
Comme précédemment, les glandes comprennent une cuticule et l'épiderme, des stomates. On observe que les poils de forme triangulaire sur la face supérieure de la feuille contiennent souvent de fines aiguilles d’oxalate de calcium. Les trichomes sont soit glandulaires soit coniques. Il est possible d'apercevoir quelques grains de pollen, sphériques et lisses, à 6 pores germinatifs en fente, mesurant 35 um de diamètre. L'identification par chromatographie est possible.

### Composition chimique[1]
Huiles essentielles (1,0-2,5 %)
- Monoterpènes isomères : thymol = méthyl-6-isopropyl-3-phénol (30 à 50 %)
- Carvacrol = méthyl-5-isopropyl-2-phénol (3 à 5 %)
- Une faible partie des phénols est également présente sous forme d'hétérosides.
- Précurseur biogénétiques des monoterpènes : γ-terpinène (5 à 10 %) et le p-cymène (10 à 20 %), ainsi que les méthyléthers du thymol et du carvacrol.
- Hydrocarbures sesquiterpéniques : B-caryophyllène (1) est présent en quantité notable (1 à 3 %)

Autres constituants
- Acide rosmarinique et caféique
- Tanins
- Flavonoïdes (thymonine, cirsilinéol et 8-méthoxy-cirsilinéol caractéristiques)
- Triterpènes
- Dérivés du biphényl d'origine monoterpénique

## Les huiles essentielles

### Méthode d’extraction de l’huile essentielle
L’extraction s’effectue par hydrodistillation (entraînement à la vapeur d’eau) dans des alambics chauffés à feu nu. La durée de distillation est de 5 à 8 heures, mais de 1 à 2 heures d’après le chémotype. On constate tout de même une meilleure qualité d'huile pour un temps de distillation élevée. Le rendement moyen est de 1,1 % (0,5 % à 2 %) selon certaines sources, mais de 1,5 à 2,5 % pour d'autres sources. Le rendement moyen du Thymus satureoides est de 0,7 % d’après certaines sources et de 6 à 8 % pour d'autres ; celui du Thymus vulgaris au linalol serait de 0,075 à 0,1 % d’après certaines sources mais de 0,75 à 1 % pour d'autres, et celui au thujanol serait de 1 à 1,5.

### Analyse de l’huile essentielle
- Densité : 0,910 à 0,935
- Indice de réfraction {\displaystyle {\textit {n}}_{D}^{20}} : 1,495  à 1,505; 1,491 à 1,510 pour d'autres sources.
- Pouvoir rotatoire {\displaystyle {\textit {a}}_{D}^{20}} : le plus souvent impossible à mesurer, légèrement lévogyre, -3° à 0 °, voire -5 ° à 0° pour d'autres sources.
- Solubilité dans l’éthanol dilué (% en volume) : 2 vol. éthanol 80 %
- Couleur traditionnellement allant du brun au brun-rouge.  Cette couleur viendrait du cuivre dont l'huile essentielle, pendant la distillation s'imprégnerait.
- Odeur caractéristique aromatique, phénolique (thymol) avec un fond légèrement épicé. Mais encore une fois l’odeur peut varier avec le chémotype. Le Thym linalol est lui plus doux, rappelant légèrement la lavande[7].

Vu la diversité des chémotypes d'huile essentielle, la chromatographie permet de dresser une carte d’identité de l’huile essentielle prélevée. Ce procédé est une méthode physique qui permet de séparer des molécules qui se transforment d'un état à un autre dans des conditions différentes.
Examen organologique : 
Le thym possède une odeur aromatique intense et caractéristique (rappelant le thymol). La saveur est aromatique et légèrement âpre.

#### Composition chimique et réactions physico-chimiques d’identification
Comme le prouve le chromatographe, les différentes huiles essentielles ont des réactions de transformation à des températures différentes :[réf. souhaitée]
- Le thymol ou acide thymique (C10H14O), se présente en gros cristaux hexagonaux, transparents, de saveur poivrée et piquante, d’odeur peu différente de celle du thym, il fond à 44 °C et bout à 230 °C.  Sa solubilité dans l’eau ne dépasse guère 1 pour 1 000, il est très soluble dans l’alcool.
- Le thymène C10H16 est liquide, incolore, d’une odeur douce de thym, sa densité est de 0,868, il bout entre 160 °C et 165 °C.
- Le cymène C10H14, est huileux, incolore, inaltérable à l’air, d’une odeur agréable de citron ; il est insoluble dans l’eau, soluble dans l’alcool et l’éther.

L'huile essentielle, en raison des chémotypes variés du thym, contient des composés chimiques différents :
- thym à thymol : thymol, carvacrol (phénols terpéniques), paracymène et γ-terpinène (monoterpènes).
- thym à géraniol : géraniol (monoterpénols) 20,16 %, acétate de géranyle (ester) 49,43 %, 5 % de beta caryophyllene, 4,24 % acétate terminique, 3,63 % de linalol.
- thym à linalol : 60 à 80 % de linalol, terpinène-1-ol-4 (tous deux des monoterpénols), acétate de linalyle (ester), ainsi qu’un faible pourcentage de monoterpène.
- thym paracymène : majoritairement du paracymène, γ-terpinène (tous deux des monoterpènes), ainsi qu’une faible quantité de thymol (phénols terpénique).
- thym à thujanol-4 : 50 % de monoterpénols : (+)-trans-thujanol-4,(+)-terpinène-1-ol-4, cis-myrcènol-8, (-)-linalol ; ainsi que des monoterpènes : myrcène, γ-terpinène.

## Confusions, falsifications et substitutions
Vu le grand nombre d’espèces différentes, c’est donc par la couleur des fleurs, la forme des feuilles, l’odeur, et surtout l’analyse de l’huile essentielle que l’on peut les différencier.
- Le  Thymus serpyllum  (serpolet) peut prêter à confusion, il possède lui des feuilles planes, ovales obtuses, ciliées à la base qui diffèrent donc du thym commun (feuilles petites presque sessiles, à bord enroulés ovales ou linéaires, non ciliés). Ses propriétés sont moindres mais est encore utilisé dans les campagnes.
- Le  Thymus zygis  (thym d’Espagne) posséderait les mêmes propriétés que le thym vulgaire et pourrait donc le remplacer. Les feuilles sont ici sessiles, linéaires, lancéolées à aciculaires, involutées sur le bord, d'une longueur de 1,7 à 6,5 mm et d'une largeur de 0,4 à 1,2 mm.  Aux deux faces vertes à gris-vert et pubescente, portant à leur base de longs poils ciliés pouvant atteindre 1 mm de long.
- Le  Thymus x citriodorus  (thym citron) est une variété de thym utilisée en cuisine notamment pour parfumer et relever les plats. Elle est issue du croisement entre le Thymus pulegioides et du Thymus vulgaris[1]. Il n'existe donc pas de falsification à proprement parler. Néanmoins, il paraît indispensable de ne pas confondre les différentes huiles essentielles aux propriétés différentes.

## Propriétés médicinales

### Propriétés et indications générales de la plante (feuille)

#### Médecine moderne
| Propriétés                                                  | Indications | Constituants responsables |
| ----------------------------------------------------------- | --- | --- |
| Expectorant et spasmolytique bronchique                     | Symptômes de la bronchite aiguë et de la coqueluche. Inflammation et d’infections des voies respiratoires supérieures (toux, grippe, bronchite, asthme, angine …)                 | les huiles essentielles facilitent à la fois la sécrétion bronchique et l’expulsion des mucosités par les mouvements ciliaires. |
| Antiseptique, antibactérienne et antifongique (+antalgique) | Inflammations buccopharyngées, en cas de stomatites, de caries[réf. nécessaire], ou comme solution antiseptiques des soins dentaires, de mauvaise haleine (rinçage et gargarisme) | thymol et carvacrol, antalgique et paracymène                                                                                   |
| Spasmolytique léger                                         | - Comme adjuvant dans la gastrite chronique, ainsi que dans les problèmes digestifs. (Les digestions pénibles, les fermentations intestinales, le manque d’appétit)               | |
| Hyperémiant, rubéfiant, cicatrisant (+ antalgique)          | Contre les douleurs de la goutte et des rhumatismes, en friction ou compresse | flavonoïdes complémentaire à l’huile essentielle                                                                                |
| Immunostimulant                                             | En association avec d'autres essences de terrain | adjuvant |

#### Médecine populaire
| Propriétés                               | Indications |
| ---------------------------------------- | --- |
| Spasmolytique, stomachique et carminatif | en cas de troubles digestifs |
| vermifuge et vermicide                   | agissant sur la musculature et le système nerveux central du ver, lui provoquant alors une excitation passagère suivie de paralysie qui permet l’expulsion du parasite                                                                                                  |
| Diurétique léger et désinfectant         | Les troubles hépatiques, les troubles des règles et les infections des voies urinaires |
| Tonique générale                         | En cas d'anémie et dans les cas d’asthénie, comme additif dans un bain tonique, ou un bain stimulant des fonctions cutanées des convalescents et rhumatisants. En cas de faiblesse cardiaque, de fatigue physique ou intellectuelle, d'angoisses. Favoriser le sommeil. |
| Tonique capillaire                       | retardant le blanchiment des cheveux |
| Désodorisant                             | en bain de bouche ou de pieds |

#### Médecine indienne
En médecine indienne, le thym est aussi utilisé comme:
- antibiotique
- antirhumatismal
- emménagogue
- sédatif
- stimulant mental (La sorte de Thym riche en thujanol -Thymus Vulgaris, thujanoliferum- stimule le cerveau gauche, c’est-à-dire le conscient et l’effort intellectuel, en relation avec le chakra 6).

#### Formes d’utilisation et mode d’emploi en phytothérapie
En phytothérapie on utilise le thym en infusion, en extrait fluide, en Teinture, en Alcoolature, en cataplasme, en bain, en lotion pour le cuir chevelu, en huile, mais également en mélange avec d’autres plantes à activité expectorante dans de nombreux médicaments pris par voie interne aussi bien qu'externe, renfermant de l’huile essentielle de thym (sirops, gouttes, pommades, préparations pour inhalation, bains et frictions).

### Propriétés supposées des différents chémotypes d'huiles essentielles[2]
D'après certains aromathérapeutes les huiles essentielles de thym pourraient soigner ou prévenir de nombreuses affection :
Thym à thymol
Il est connu pour son action anti-infectieuse à large spectre et aurait aussi des actions Antalgique, sédative, hypotensive et antileucémique (in vitro).
Thym à géraniol      
qui lui aussi a une action antimicrobienne, antibactérienne, antifongique  mais aussi tonique (utérotonique, neurotonique, cardiotonique)
Thym au linalol             
dont l'utilisation est préférée chez l'enfant à celle du thym à thymol.
Thym au paracymène 
à action percutanée antalgique et anti-infectieuse.
Thym au thujanol-4
bactéricide, anti-infectieux, virucide qui aurait aussi des actions Immunostimulante (aug. IgA), Neurotonique, équilibrante (SNC, bulbe rachidien, cervelet, Hormon-like et antidiabétique.
Thym à cinéol
à action anti-infectieuse, antibactérienne, antiseptique, anticatarrhale, expectorante, décongestionnante bronchopulmonaire
Thym à bornéol
anti-infectieux et tonique 
Thym serpolet
antiseptique, anti-infectieux, antibactérien, antiviral, antalgique et tonique
Thym citriodorus
anti infectieux intestinal

#### Méthode d'utilisation et mode d'emploi en aromathérapie
Étant donné la différence des composantes chimiques des différents chémotypes, il convient de toujours bien vérifier quelle huile essentielle est d'usage. La dermocausticité des huiles à phénols est démontrée, et ces huiles doivent impérativement être diluée dans une huile végétale (noisette, amande douce, olive) et conseillée. Les autres huiles essentielles devront tout de même être utilisée en dilution sur les peaux sensibles. Il est préférable de toujours se référer à un spécialiste, surtout pour l'emploi chez l'enfant.
Leur mode d'emploi est soit en usage externe en friction, massage, bain, crème ou onguent, ou en diffusion en association avec d'autres huiles, soit en usage interne "per os" (à avaler), par inhalation, en gargarisme, dans la composition d'un dentifrice.

### Diététique
L'ajout de fines herbes de façon régulière et significative aux aliments permet de contribuer, ne serait-ce que de façon minime, à l'apport en antioxydants de l'alimentation sans pour autant répondre à elles seules aux besoins en antioxydant du corps.
Le thym déshydraté contient du  fer de la vitamine K du calcium et du manganèse.
Le thym frais est une source de  vitamine C, vitamine C que la chaleur détruit (cuisson).
|                   | Thym frais | Thym déshydraté |
| ----------------- | ---------- | --------------- |
| Poids/Volume      | 15 ml/2g   | 15ml/3g         |
| Calories          | 2          | 8               |
| Protéine          | 0,1 g      | 0,3 g           |
| Glucide           | 0,6 g      | 1,8 g           |
| Lipide            | 0 g        | 0,2 g           |
| Fibre alimentaire | 0,3 g      | 1,0 g           |

## Contre-indication & effets secondaires
Habituellement, le thym et ses préparations ne sont pas dangereuses, et très rarement allergènes.  Mais il est conseillé de l’éviter en cas d’allergie aux plantes de la famille des labiées(Menthe).  Les personnes sensibles au pollen de bouleau ou au cèleri pourraient souffrir de sensibilité croisée avec le thym. Néanmoins, le thymol lui-même administré par voie interne peut provoquer à doses thérapeutiques (0,3-0,6 g, maximum 1 g) des maux de ventres, voire un léger collapsus.  A dose élevée (0,5-3 g d’extrait, soit 4,5-26 g de feuilles),  l’extrait de thym diminuerait légèrement la locomotion. A dose trop élevée (15ml) l’huile essentielle pourrait être mortelle chez l’adulte. Il est fortement recommandé  de bien connaitre le chémotype utilisé essentiellement sous forme d’huile essentielle, car certains chémotypes à phénols sont dermocaustiques donc fortement irritants sur les muqueuses[réf. souhaitée].
Il n’y aurait pas d’interaction médicamenteuse. Néanmoins, Le thym contient des quantités non négligeables de vitamine K. Cette vitamine, nécessaire entre autres à la coagulation du sang, peut être fabriquée par  l'organisme en plus de se trouver dans certains aliments. Les personnes utilisant des médicaments anticoagulants, par exemple ceux mis en marché sous les appellations Coumadin, Warfilone et Sintrom, doivent adopter une alimentation dans  laquelle le contenu en vitamine K est relativement stable d'un jour à l'autre. Les fines herbes, dont le thym, contiennent de la vitamine K et doivent donc être utilisées comme assaisonnement seulement. Il est conseillé aux personnes sous anticoagulothérapie de consulter une diététiste-nutritionniste ou un médecin afin de connaitre les sources alimentaires de vitamine K et de s'assurer d'un apport quotidien le plus stable possible[réf. souhaitée].
L’usage du thymol par voie interne est contre-indiqué en cas d’entérocolite, d’insuffisance cardiaque et durant la grossesse. Une étude in vivo indique que le thym pourrait avoir une action œstrogénique ou progestative.  Cette action pourrait, théoriquement, s’ajouter à celle d’autres plantes aux effets semblables (soja, trèfle des prés, etc.) et à celle d’une hormonothérapie de substitution. Théoriquement, le thym pourrait diminuer l’impact d’une thérapie de substitution des hormones thyroïdiennes ou exacerber l’effet des médicaments antithyroïdiens[réf. souhaitée].
Il augmente les phases I et II de détoxification.

## Action physiologique
- L’extrait éthanolique à 95 % de la plante entière, administré  par entubation gastrique à des rats, à la dose de 500 mg/kg a montré une activité antipyrétique sur la symptomatologie de fièvre induite par de la levure de bière ; mais ni cet extrait ni la fraction saponifiable de la plante entière, administrée par voie intrapéritonéale chez des souris mâles, à la dose de 0,5 ml/animal, n’ont produit de stimulation de la phagocytose[15].
- L’extrait éthanolique à 30 % de feuille et de fleur a antagonisé, in vivo, le spasme expérimentalement induit sur l’iléon isolé d’un cobaye[4].
- L’extrait à 30 % de feuille se montre antitussif chez le chat, administré par voie orale à la dose de 1 ml/kg, et expectorant à la dose de 0,25 ml/kg[réf. souhaitée].
- L’extrait éthérée de feuille, administré par voie intrapéritonéale à des souris, s’est montré inactif pour traiter une symptomatologie d’intoxication provoquée expérimentalement par de la strychnine, mais il a potentialisé l’activité des barbituriques, administré à la dose de 200 mg/kg[réf. souhaitée].
- L’extrait éthanolique à 40 % de parties aériennes séchées, administré par voie orale, à des lapines et à des femelles de rat en gestation, à la dose de 1,6 ml/kg  n’est pas embryotoxique ni tératogénique sur la descendance des lapines en gestation ni un inhibiteur de l’ovulation ni de la fertilisation chez des femelles de rat sexuellement actives.  L’étude a également été portée sur l’administration de cette dose pendant 13 semaines sur des rats des deux sexes, n’occasionnant aucun dégât ou dysfonctionnement chez l’animal, qui a ensuite été sacrifié dans le but d’étudier ses organes, qui eux aussi furent intacts[réf. souhaitée].
- Des chercheurs ont remarqué qu'un extrait de thym, contenant du thymol, empêchait l'agrégation des plaquettes in vitro. Cet effet a également été observé in vivo chez des souris à qui des chercheurs ont administré des extraits de thym. Rappelons que l'agrégation des plaquettes est une réaction importante pour arrêter le saignement, mais qu'une agrégation excessive peut causer des thromboses et de l'artériosclérose[16],[17].
- Une étude a été portée au sujet de l’alopécie en aires ou en plaques (pelade).  Les résultats de cette étude à double insu contre placébo indiquent qu’un mélange d’huiles essentielles de romarin, de lavande, de thym et de noix de cèdre peut être utile pour les personnes souffrant de cette dermatose.  Les 86 sujets atteints devaient chaque jour appliquer la lotion durant deux minutes en massant leur cuir chevelu, puis appliquer une serviette chaude pour augmenter l’absorption. Les chercheurs ont constaté une repousse de cheveux chez 44 % des sujets utilisant la lotion active et seulement 15 % de ceux utilisant la lotion placebo. Cette étude, qui a duré sept mois, comporte néanmoins des faiblesses : par exemple, la lotion utilisée comme placébo ne dégageait pas la même odeur que la lotion active et 32 % des sujets du groupe placebo ont abandonné le traitement avant la fin de l’étude, ce qui peut biaiser les résultats[18].
- Il a une action similaire à l'ibuprofène contre les règles douloureuses[19].
- Il a des effets bénéfiques sur l'apparence de la peau du visage[20].
- Il améliore les symptômes de la covid-19[21].

## Historique des usages

### Antiquité
Il semble que, pendant longtemps, le thym ait surtout été employé en médecine et dans les rituels religieux ou magiques, ses usages culinaires se limitant à aromatiser le fromage et les liqueurs. Les Sumériens l’auraient utilisée à des fins thérapeutiques il y a plus de 5000ans. Les Égyptiens et les Étrusques s'en servaient pour embaumer leurs morts.
Les Grecs pour parfumer les temples en en brûlant les rameaux et parfumer l'eau des bains. Dans la mythologie grecque, le thym est né d'une larme versé par Hélène lors de la Guerre de Troie et transformé par les Dieux en plante bénie.  Voilà pourquoi il symbolisait le courage.
Dioscoride prétendra qu’elle est magique.  Ce dernier et Théophraste connaissaient deux espèces de Thymos, l’un blanc, médicinal et très mellifère ; et l’autre noir qui « corrompt l’organisme et suscite la bile ».
Les Romains l’utilisaient eux pour purifier l’air et éloigner les animaux nuisibles de leurs appartements. Il était associé à la force et au courage ; et avant d'aller au combat, les militaires prenaient un bain au thym. Cette croyance superstitieuse a longtemps survécu car au Moyen Âge, les «demoiselles» brodaient encore du thym sur les emblèmes de leurs chevaliers, elles l'employaient aussi en eau de toilette et onguent pour entretenir leur beauté. Pour jouir d’un meilleur sommeil, les Romains en emplissaient leurs couches.  La coutume qui, aujourd'hui encore, veut qu'une branche de thym glissée dans son oreiller permet de s'endormir, en est directement héritée. Le miel que les abeilles fabriquent avec son nectar est réputé depuis l'Antiquité et, encore aujourd'hui, il est récolté dans les régions du sud de l'Europe et est recherché des amateurs de produits fins. Les Romains ont probablement diffusé le thym en Europe durant leurs invasions, particulièrement dans les pays du Sud. Pline l'Ancien différenciait le Serpolet sauvage, serpentant le sol, du serpolet cultivé s'élevant à la hauteur d'une palme; et du serpolet spontané, plus gras et aux feuilles et rameaux plus blanc.

### Moyen Âge
Au Moyen Âge, on s'en est beaucoup servi pour masquer les mauvaises odeurs, notamment celles de la viande ou du poisson avarié. Ce serait par les moines que le thym fut répandu hors de la région méditerranéenne, au nord de celle-ci, vers le XIe siècle. Sainte Hildegarde (XIIe s.) l’indiquait contre la lèpre, la paralysie et la pédiculose.
Les herboristes du XVIe siècle n'hésitent pas à donner une longue liste de tous les maux qui peuvent être traités par le thym, depuis les crampes abdominales, le hoquet jusqu'aux morsures de n'importe quelle bête venimeuse.
Culpeper va jusqu'à lui donner la propriété de chasser les cauchemars. On ne sait pas exactement quand il a été introduit dans les pays du Nord de l'Europe, mais chose certaine, il était déjà cultivé en Angleterre au milieu du XVIe siècle. Les premiers colons ont certainement aussi apporté des semences dans leurs bagages. En effet, dans son Journal de voyage en Amérique du Nord, le botaniste Pehr Kalm écrit, en date du 23 juin 1749, qu'il a vu, dans un jardin des concombres, du thym, de la marjolaine en assez bonne quantité. Probablement à cause des différences climatiques qui existent entre l'Angleterre et le Sud de la France, les jardiniers de ces deux pays ont sélectionné deux variétés de T. vulgaris passablement différentes l'une de l'autre, soit le thym « anglais » (ou thym d'hiver) et le thym « français » (ou thym d'été). Le second a la réputation d'être plus fin et plus savoureux que le premier, mais sa culture sous des climats plus frais est moins facile. Si bien, que c'est généralement le thym anglais que l'on trouve sur les marchés nord-américains. On trouve également, à l'occasion, du thym à saveur de citron, d'orange ou de carvi, qui permet des usages culinaires différents et, un peu partout dans les jardins, du thym serpolet.

### DuXVIIIesiècleauXXesiècle
Plus utilisé à des fins culinaires que thérapeutiques, c’est en 1719 que Caspar Neumann découvrit le « camphre du thym » nommé thymol par A.Lallemand en 1853.
Le Dr Paul Topinard (4 novembre 1830-20 décembre 1911), décrit en 1867 les propriétés du thym dans le bain comme stimulant révulsif puissant, utilisable contre les rhumatismes chroniques et les sciatiques rebelles, sans irriter le visage ni les yeux.
En 1884, Campardon lui attribue des propriétés sur la circulation et les centres nerveux, qui se manifestent par une plus grande amplitude du pouls, une augmentation des forces physiques, une meilleure digestion et le relèvement moral.
Charles Chamberland démontra en premier en 1897 l’action bactéricide du thym (notamment vis-à-vis du bacille du charbon). D’autres expériences se succédèrent.
Le Dr H. Leclerc l’emploie dans la chlorose, dans l’asthénie nerveuse et dans tous les cas où il importe de stimuler la circulation capillaire et de favoriser la combustion organique.
Tonio Gordonoff (1933) range les préparations à base de thym parmi les sécrétomotrices, possédant en plus des propriétés sécrétolytiques.
Flamm et Kroeber[Qui ?] (1935), l'utilisent dans toutes les maladies infectieuses du système respiratoire, du système gastro-intestinal, ainsi que de la vessie.
Meyer L. Gottlieb : L'essence de thym est beaucoup plus antiseptique que le phénol, l'eau oxygénée, le permanganate de potassium.